# Theodor Storm (ciclista)
Theodor Storm (Roskilde, 31 de marzo de 2005) es un deportista danés que compite en ciclismo en las modalidades de pista y ruta. Ganó una medalla de bronce en el Campeonato Europeo de Ciclismo en Pista de 2024, en la prueba de madison.

## Medallero internacional
| Campeonato Europeo | Campeonato Europeo       | Campeonato Europeo | Campeonato Europeo |
| Año                | Lugar                    | Medalla            | Competición        |
| ------------------ | ------------------------ | ------------------ | ------------------ |
| 2024               | Apeldoorn (Países Bajos) | Medalla de bronce  | Madison            |